# Atesta bifasciata
Atesta bifasciata là một loài bọ cánh cứng trong họ Cerambycidae.